# La Cité des hommes (film)
Pour la série télévisée du même nom, voir La Cité des hommes
Pour plus de détails, voir Fiche technique et Distribution.
La Cité des hommes (Cidade dos Homens) est un film brésilien réalisé par Paulo Morelli et sorti en 2007 au Brésil et le 23 juillet 2008 en France.

## Synopsis
Acerola et Laranjinha (petite orange), deux meilleurs amis, vivent dans les Favela de Rio de Janeiro et grandissent sans leur père. Ils ont 18 ans quand éclate une guerre des gangs. Chacun découvre comment ils ont perdu de vue leur père ce qui compromettra leur solide relation.

## Fiche technique
- Réalisation : Paulo Morelli
- Scénario : Paulo Morelli et Elena Soarez
- Musique : Antonio Pinto
- Décors : Rafael Ronconi
- Costumes : Inês Salgado
- Photographie : Adriano Goldman
- Montage : Daniel Rezende
- Production : Guel Arraes, Andrea Barata Ribeiro, Bel Berlinck, Fernando Meirelles, Paulo Morelli
- Sociétés de distribution : Miramax Films  ; Twentieth Century Fox
- Langue originale : portugais
- Format : couleurs - 2,35:1 - 35 mm - DTS

## Distribution
- Douglas Silva : Acerola
- Darlan Cunha : Laranjinha
- Jonathan Haagensen : Madrugadão
- Rodrigo dos Santos : Heraldo
- Camila Monteiro : Cris
- Naima Silva : Camila
- Eduardo BR Piranha : Nefasto
- Luciano Vidigal : Fiel
- Pedro Henrique : Caju
- Victor et Vinícius de Oliveira : Clayton

## Distinction
- Nomination au Cinema Brazil Grand Prize[Quoi ?][Quand ?]